# 尤克莱膜星虫
尤克莱膜星虫（学名：Hymeniastrum euclidis）为孔盘虫科膜星虫属的动物。分布于中太平洋，包括东海、南海等海域。